# Joan de Cardona i Rocabertí
Joan de Cardona i Rocabertí (Catalunya, segle xvi - Menorca, 1575), va ser governador i capità general de Menorca entre els anys 1558 i 1575.
Joan era fill de Lluís de Cardona i Rocabertí, un noble pertanyent al llinatge dels Cardona, baró de Sant Mori i cavaller de l'Orde de Sant Jaume, i de la seva muller Jerònima de Queralt, filla del comte de Santa Coloma. Felip II designà Joan de Cardona i Rocabertí nou governador després el desastre de Ciutadella de Menorca de 1558.
Joan havia estat el ministre plenipotenciari que Felip II envià el 1557 a la ciutat de Mallorca a jurar en el seu nom els privilegis del regne que estiguessin en ús. Al començar a governar Menorca, Ciutadella, la capital de l'illa estava encara desolada pel recent segueig turc i, el setembre de 1558, passà a residir a Maó, fent-se representar a la llavors capital de l'illa, on fins al moment havien residit tots el governadors, pel capità Saula, fet que provocà l'enuig dels jurats i del consell d'aquella villa, que reclamaren reiterades vegades el trasllat i la presència del governador i, en cas d'absència, que el suplís el jurat mayor. Durant el seu govern, ell entrà en conflicte amb l'alcaid del Castell de Sant Felip, Diego de Vera, sobre a qui pertanyia la jurisdicció dels soldats i de la guarnició del castell.
Joan, després d'un llarg mandat, morí desenvolupant el carrèc el gener de 1575.